# Hela vägen hem
Hela vägen hem är en sång skriven av Staffan Hellstrand och inspelad av honom själv  1991 på albumet Den stora blå vägen samt släppt på singel samma år med "Min lilla angora" som B-sida. Låten låg även på Staffan Hellstrands album Staffan Hellstrands bästa år 2000.
Låten tolkades 1994 av Kikki Danielsson & Roosarna på albumet Vet du vad jag vet, och släpptes även samma år som B-sida på deras singel "Långt bortom bergen". Albumet fick en Grammis i dansbandklassen. Det var Kjell Roos som sjöng, och Staffan Hellstrand skickade beröm för tolkningen via fax. Kjell Roos band förlade den 2001 även till albumet Nu börjar livet.

### Fotnoter
1. ↑  Information i Svensk mediedatabas.
2. ↑  Information i Svensk mediedatabas.
3. ↑  Information Arkiverad 28 maj 2023 hämtat från the Wayback Machine. i Svensk mediedatabas.
4. ↑  Information i Svensk mediedatabas.
5. ↑  Information i Svensk mediedatabas.
6. ↑  Infosajten - Grammis 1994 Arkiverad 21 november 2008 hämtat från the Wayback Machine.
7. ↑  Dansbandsbloggen 5 februari 2006 – Bloggen älskar Staffan Hellstrands nya singel Arkiverad 20 augusti 2010 hämtat från the Wayback Machine.
8. ↑  Information i Svensk mediedatabas.